# Moni Mulepati
Moni Mulepati (népalais : मोनि मुलेपति) est une alpiniste népalaise newar, ainsi que la première femme népalaise non sherpa à atteindre, le 30 mai 2005, le sommet de l'Everest.
Elle est également la première femme à se marier au sommet de l'Everest, où elle épouse son partenaire d'escalade Pem Dorjee,,.